# Piñeres (Peñarrubia)
Piñeres es una localidad del municipio cántabro de Peñarrubia (España). Tenía 49 habitantes en el año 2008 (INE). Está a 598 m s. n. m. y dista 4 kilómetros de Linares, la capital municipal. Celebra San Juan Bautista el 24 de junio.

## Naturaleza
Domina esta localidad el pico de Obán (888 m) y la cumbre del monte Jozarcu. Piñeres se encuentra en la parte sur del municipio, en una zona en que coexisten diversas especies arbóreas Piñeres y Lafuente, en Lamasón, se encuentra el Colláu Joz (657 m), al que se sube por una carretera de 11 km.: hayas, robles, rebollos y castañares.
Desde Piñeres puede subirse al monte Jozarcu, que alcanza una altitud en torno a los 750 m s. n. m., marchando hacia la ermita de Santa Catalina y cogiendo después una pista que hay detrás de ella. Desde el mirador de Jozarcu pueden contemplarse vistas sobre el Desfiladero de La Hermida, con los Picos de Europa al fondo y Potes. También puede ser el punto de partida de una ruta hacia Cicera, bajando luego por la Güera del Riocicera hasta la carretera, con regreso por la Güera de Navéu hasta la localidad de Navedo, recorriendo así las tres localidades del sur de Peñarrubia.

## Historia
Antiguamente, Piñeres tuvo concejo propio que, con el de Linares, formó el antiguo valle de Peñarrubia, siempre dentro de la merindad de las Asturias de Santillana. Era un concejo de realengo.

## Patrimonio
En el monte Jozarcu hay una ermita dedicada a Santa Catalina; se trata de una pequeña construcción con zaguán y techo de madera (siglos XVII-XVIII), de propiedad privada y muy humilde. Más arriba se encuentra el Castillo de Piñeres o Bolera de los Moros, una antigua fortaleza altomedieval, hoy en ruinas. Es un yacimiento formado por restos de muralla y cerámica de la época de repoblación (siglos VIII-XII).
De su patrimonio destaca la iglesia de San Juan. Su origen fue probablemente románico, pues pueden apreciarse restos de canecillos pero en su conjunto es de la Edad Moderna (siglos XVII-XVIII). Tiene una capilla mayor cubierta por una bóveda de crucería estrellada. Tiene un retablo barroco con un Calvario.